# Pacific Southwest Airlines
Pacific Southwest Airlines (с англ. — «Тихоокеанские юго-западные авиалинии»), известная также по акрониму PSA — ныне упразднённая американская бюджетная авиакомпания, существовавшая с 1949 по 1988 год, первая в мире крупная бюджетная авиакомпания. Имела штаб-квартиру в Сан-Диего и выполняла полёты преимущественно в Калифорнии, являясь основным авиационным перевозчиком в штате. С 1978 года, в связи с принятием закона о дерегулировании воздушных перевозок в стране, вышла и на международные маршруты.
В 1988 году влилась в US Airways, которая после этого, с целью сохранения бренда, присвоила имя PSA дочерней авиакомпании Jetstream International Airlines.

## Предыстория
Основателем авиакомпании был Кеннет Джайлс Фридкин (англ. Kenneth Giles Friedkin), который в 1930-х годах работал пилотом-инструктором в авиашколе в Глендейле, а в 1942 году стал пилотом в Consairway (дочерняя авиакомпания Consolidated Vultee), но разочаровавшись уволился оттуда. Далее на пару со старым другом Джо «Бадом» Плоссером (англ. Joe «Bud» Plosser), Фридкин основал собственную авиашколу по подготовке женщин-пилотов вспомогательных служб, в которой был руководителем, а также работал инструктором. Также в авиашколу были наняты пилоты-инструкторы Элеонор «Ферджи» Фалмер (англ. Eleanor «Fergie» Fulmer), которая отвечала за тренировки в воздухе, и Бетти Ламберт (англ. Betty Lambert), которая занималась наземным обучением. Школа завоевала высокую репутацию, а большой поток военных лётчиков привёл к тому, что были наняты ещё несколько инструкторов: Дж. Флойд «Энди» Эндрюс (англ. J. Floyd «Andy» Andrews), Лео Леонард (англ. Leo Leonard), Гордон Тинкер (англ. Gordon Tinker) и Хью Вуд (англ. Hugh Wood).
После окончания войны, число учеников стало быстро сокращаться, тогда Фридкин выкупил у Плоссера его долю и переименовал школу в Friedkin School of Aeronautics (с англ. — «Школа аэронавтики Фридкина»), которая расположилась в здании на аэродроме Линдберг и освободившемся ангаре авиазавода Ryan Aeronautical. В условиях значительного сокращения потока курсантов, в 1948 году потребовался поиск дополнительного источника финансирования. В этот период авиашкола Фридкина занималась различными операциями, включая полёты с рекламными баннерами, аэрофотосъёмку, продажу топлива и самолётов, а также их техническое обслуживание. Лео Леонард даже как-то выполнил грузовой рейс по перевозке рыбок бычков Gillichthys из Мексики к реке Колорадо, причём в процессе полёта лётчику приходилось поливать рыбок, чтобы предотвратить их гибель.
Также предпринимается первая попытка создать собственную авиакомпанию — Friedkin Airlines, которая выполняла полёты из Сан-Диего в Эль-Сентро. Первого пассажира перевозил Флойд Эндрюс, и сам полёт до Эль-Сентро прошёл благополучно. Из-за начавшегося дождя пассажир не рискнул возвращаться на самолёте, предпочтя автомобиль, но на мокрой дороге машину занесло и водитель погиб. В целом Friedkin Airlines оказалась неудачной и скоро была закрыта.

## История

### Эпоха поршневых самолётов
Неудачный опыт с первой авиакомпанией не расстроил Кенни Фридкина, который получив некоторый опыт обратился за помощью к одному из турагентов, который дал совет: Слетай в Сан-Франциско. Что примечательно, Фридкин ранее не был в этом городе, но вместе с Эндрюсом всё же его посетил, где сходил в несколько ночных клубов. По возвращении в Сан-Диего у них уже сформировалась идея о новой авиакомпании, которая будет осуществлять полёты по маршруту Сан-Диего—Бербанк—Окленд. По предложению Ферджи Фалмер, с целью «запутать пассажиров», название образовали путём слияния названий двух других существовавших в то время авиаперевозчиков — «Pacific» и «Southwest»; новая авиакомпания получила имя Pacific Southwest Airlines (PSA). Так как аэродром Линдберг в то время не имел аэровокзала, под офис PSA использовали уборную Корпуса морской пехоты размерами 6 на 12 футов (1,8 × 3,6 м), а обслуживание пассажиров и взвешивание багажа производили в вестибюле авиашколы.

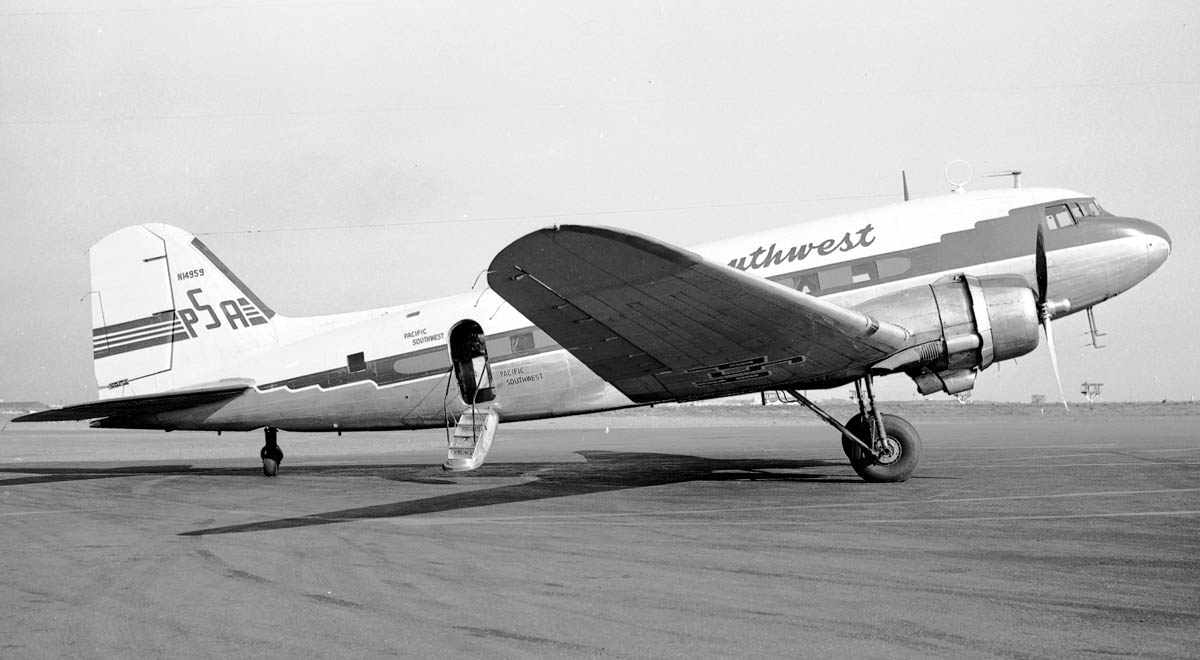
Douglas DC-3A компании PSA в Окленде (1952 год)

6 мая 1949 года самолёт Douglas DC-3C (по некоторым данным, это был борт N60256 — бывший C-47A-DL) совершил первый рейс компании. Всего на борту находились 24 пассажира, каждый из которых заплатил 15,60 долларов за билет до Окленда; билет из Бербанка до Окленда стоил уже 9,95 долларов. Пилотировали первый рейс КВС Бад Блоссер-младший (англ. Bud Plosser, Jr.) и второй пилот Лео Леонард, а стюардессой была Рамона Тауэр (англ. Ramona Tower). Примечательно, что Тауэр не имела специального образования, а костюм для неё и вовсе купили в местном магазине; только через несколько недель, когда одна из пассажирок случайно оказалась в таком же костюме, авиакомпания учредила для стюардесс форму зелёного цвета. PSA выполняла рейсы раз в неделю: в пятницу — из Сан-Диего в Окленд, в воскресенье — обратный. Уже к концу первого года предприятие принесло прибыль в 11 984 доллара, а его штат насчитывал 50 человек.
С целью снижения расходов на заработную плату и удешевления билетов, работники авиакомпании выполняли сразу несколько обязанностей, в том числе пилоты грузили багаж, а стюардессы чистили самолёты. Из-за низкой стоимости авиабилетов, а также с учётом того, что основными пассажирами PSA в первые годы были моряки и морские пехотинцы с близлежащих баз, за авиакомпанией даже закрепилось прозвище Poor Sailor’s Airline (с англ. — «Воздушная линия нищих моряков»). Основными конкурентами Pacific Southwest в Калифорнии в то время были United и Western, однако у лоукостера стоимость билетов была вдвое ниже; Фридкин намеренно стремился снизить стоимость билетов с целью конкуренции авиации с автотранспортом и поездами. Существовала также авиакомпания California Central Airlines (CCA), которая базировалась в Бербанке, при этом выполняя полёты по тем же маршрутам, на тех же воздушных судах и с теми же тарифами, что и PSA; однако когда руководство CCA обновило свой воздушный флот, заменив DC-3 и DC-4 на Martin 2-0-2, расходы только возросли, что привело к банкротству авиакомпании в 1954 году.

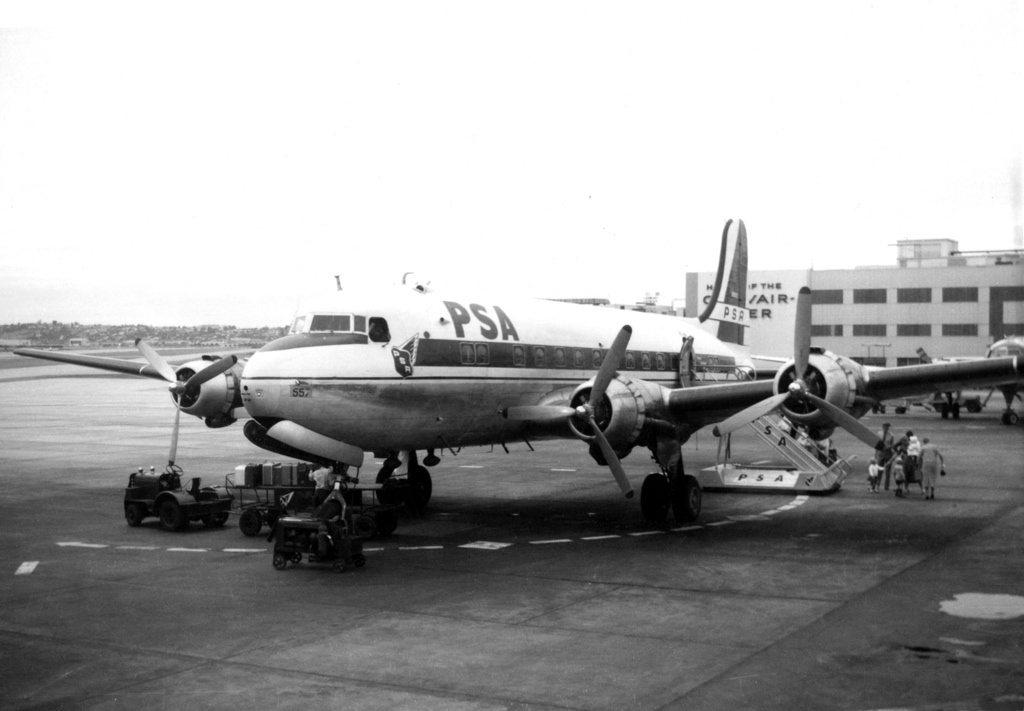
Douglas C-54D компании PSA в Сан-Диего (1959 год)

Изначально планировалось также выполнять рейсы в Сан-Франциско, но этого PSA смогла добиться только в июле 1951 года; стоимость авиабилета «Сан-Диего—Сан-Франциско» составляла лишь 17,25 доллара, а «Бербанк—Сан-Франциско» — 11,70 долларов. При этом поначалу пассажиры побаивались летать самолётами данной авиакомпании, так как ошибочно полагали, что из-за дешёвых билетов техническое обслуживание воздушного флота проводится на недостаточном уровне; достаточно скоро Pacific Southwest всё же сумела развеять эти опасения, что привело к росту пассажиропотока. В 1951 году штат авиакомпании возрос до 119 человек и даже были отмечены отдельные свадьбы сотрудников прямо в ходе полётов. В этот же период PSA для увеличения флота берёт в лизинг два DC-3, а в 1952 году приобретает ещё два по 25 000 долларов за штуку. В 1953 году начинают выполняться рейсы из Сан-Диего и Бербанка в Лонг-Бич, но в 1954 году полёты в Лонг-Бич и Окленд были временно прекращены.
В следующем, 1955 году у Capital Airlines были приобретены два 70-местных Douglas DC-4 (борты N86557 и N88747), у которых название «Pacific Southwest Airlines» и эмблема были просто нанесены поверх старого названия («Capital Airlines») без смены ливреи; для обмана пассажиров, вокруг иллюминаторов были нарисованы квадратные контуры, чтобы самолёт походил на более современный DC-6. Новые самолёты стали уже привлекать больше гражданских клиентов, ради которых стали проводить тематические полёты, а на борту предлагали различные коктейли. В 1955 году произошла и смена формы стюардесс, которая стала коричневых тонов: светлая летом и тёмная зимой; в 1958 году по случаю празднования Fiesta del Pacifico появилась форма в стиле данного фестиваля. Благодаря тому, что билеты были на 20 % дешевле, чем у конкурентов, компания сумела увеличить число пассажиров и прибыль, поэтому в 1956—1957 годы приобретаются ещё два DC-4 (борты N30068 и N93267). Также в 1957 году начинают выполняться рейсы в Лос-Анджелес; стоимость билета от Сан-Диего до Лос-Анджелеса или Бербанка составляла 5,45 доллара, а от Бербанка или Лос-Анджелеса до Сан-Франциско — 11,81 доллара. Число сотрудников при этом возросло до 200 человек, а в каждом из обслуживаемых городов были лишь небольшие офисы бронирования билетов.
В 1959 году численность сотрудников PSA достигла 220 человек. В самой авиакомпании при этом поддерживалась дружественная культура, в том числе все старались обращаться друг к другу по именам, периодически устраивались корпоративные пикники, а в ежегодном бюллетене каждому отделу была отведена отдельная страница. Среди авиапассажиров компания также пользовалась высокой репутацией за дешёвые билеты и при этом комфортное обслуживание на борту. К тому же если посадка в Линдберге была невозможна из-за тумана, экипажи следовали на находящийся в 15 милях (24 км) от него аэродром Мирамар, откуда пассажиров доставляли в аэропорт на автобусе; остальные авиакомпании в этом случае направлялись в Лос-Анджелес, откуда доставка авиапассажиров на автобусе до Сан-Диего занимала уже гораздо больше времени.
В октябре 1960 года был приобретён DC-6B (борт N90768), который вновь начал выполнять полёты в Окленд; данный самолёт эксплуатировался всего год, так как уже в апреле 1961 года был продан, после чего полёты в Окленд также временно прекратились.

### Lockheed Electra
В 1957 году Кенни Фридкин увидел сообщение, что авиакомпания Pan American World Airways сделала первые заказы на реактивные авиалайнеры. В те годы иметь в своём флоте реактивные самолёты для крупных авиакомпаний было вопросом престижа, ведь благодаря им полёты теперь занимали меньше времени, что способствовало привлечению новых пассажиров. Однако Boeing 707 и Douglas DC-8 являлись по сути трансконтинентальными авиалайнерами, то есть для длительных перелётов, что для полётов в пределах Калифорнии было излишним. Тогда Фридкин обратил внимание на создаваемый во Франции региональный Caravelle, после чего был сделан заказ на два таких самолёта по 1 950 000 долларов за штуку. Но из-за различных проблем с финансами и в переговорах с французскими властями этот контракт был отменён. Тогда руководство авиакомпании обратило внимание на создаваемый в это же время в Lockheed Corporation новый турбовинтовой L-188 Electra и сделало заказ на три самолёта. Однако из-за проблем с финансами была возможность внести только первоначальный взнос, когда неожиданно свою помощь оказал бизнесмен Уильям Баррон Хилтон (сын владельца сети Hilton Hotels). Была создана компания ElectraHilt, у которой PSA брала самолёты в лизинг на 3 с половиной года; двигатели при этом арендовались у их производителя — Allison Engine Company.
Первые L-188C (борты N171PS—N173PS) поступили в авиакомпанию в самом конце 1959 года и быстро завоевали высокую репутацию. Дизайн салона при этом придумала Джен Фридкин (англ. Jean Friedkin) — жена Кенни Фридкина и вице-президент компании. Авиапассажиры также высоко оценили «Электру», которая позволила сократить время полётов и вообще для PSA оказалась идеальным самолётом; после её появления все DC-4 были достаточно скоро проданы. Авиакомпания активно эксплуатировала «Локхид» и среди авиаперевозчиков она оказалась первой, которая отправила двигатели Allison на завод для прохождения капитального ремонта, а также для неё впервые увеличили разрешённое число часов между капитальными ремонтами. Неслучайно даже Совет по гражданской авиации признал Pacific Southwest «самым эффективным оператором» L-188. Также именно благодаря «Электре» PSA стала серьёзным конкурентом в штате таким крупным авиакомпаниям, как United и Western. А когда после череды крупных авиакатастроф с этим самолётом Федеральное управление по гражданской авиации подняло вопрос, что делать с данным авиалайнером, вице-президент PSA Джен Фридкин выступила с требованием продолжать его эксплуатацию, выступив таким образом оппонентом Дональда Найропа — генерального директора авиакомпании Northwest Airlines, который настаивал на заземлении.
Однако, при всех своих преимуществах, новые самолёты потребляли уже больше топлива, тогда как тарифы на перевозки оставались на уровне 1958 года, то есть для поршневых самолётов, поэтому чистая прибыль авиакомпании резко сократилась и за 1960 год составила только 499 долларов. Тогда для привлечения большего числа пассажиров стали проводиться различные пиар-акции, в том числе устраивались конкурсы на тему «Что бы вы сделали с вашей собственной реактивной „Электрой“» (англ. What would you do with your own Electra Jet), а в рекламе стал популярным лозунг «Обслуживание Первого класса… по разумной цене» (англ. First Class care… at a Reasonable Fare). Для того, чтобы справиться с увеличившимся пассажиропотоком, был приобретён отремонтированный прототип «Электры», а впоследствии ещё два самолёта у других операторов, так как в 1961 году производство L-188 было свёрнуто. В результате в августе 1961 года авиакомпания перевезла 83 000 пассажиров, при этом жалобы были только от 5. В 1962 году авиакомпания впервые перевезла более миллиона пассажиров, а прибыль составила 1,3 миллиона долларов.
В 1964 году «Электры» возобновили полёты авиакомпании в Окленд; в 1969 году эксплуатация этих самолётов во флоте авиакомпании была прекращена. Однако в 1975 году, когда стали выполняться рейсы в Лейк-Тахо (в связи с упразднением авиакомпании Holiday Airlines), аэропорт которого не принимал реактивные авиалайнеры (запрет на это был отменён в 1980-х годах), PSA дополнительно приобрела или взяла в лизинг 4 L-188. Эти самолёты эксплуатировались уже до 1979 года.

### Первые реактивные

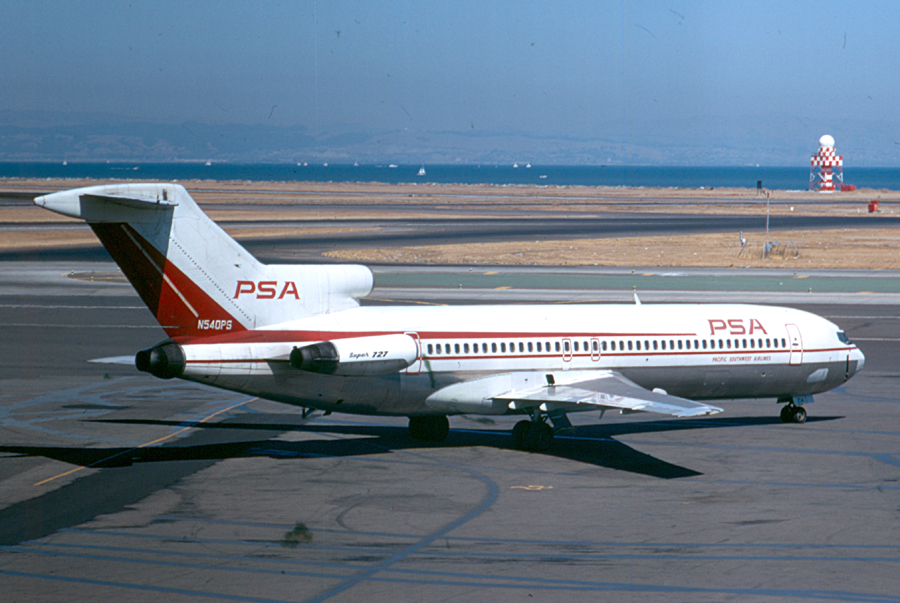
Boeing 727-214 авиакомпании PSA (1971 год)

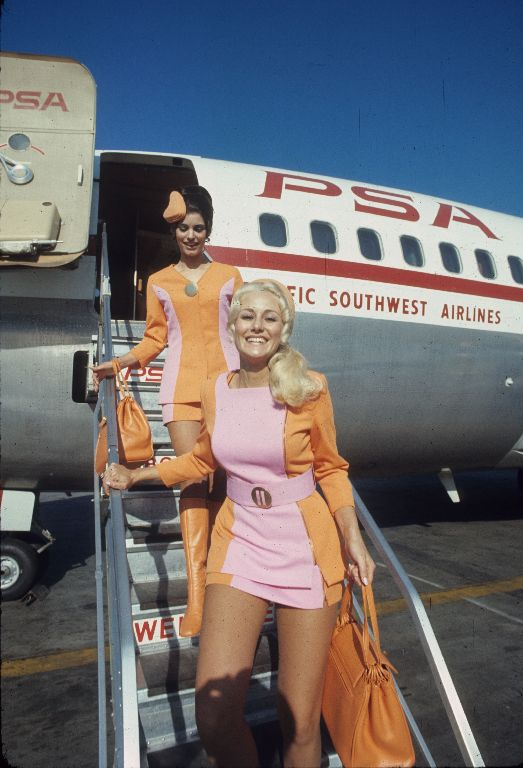
Стюардессы Pacific Southwest Airlines

В 1962 году PSA уже значительно расширилась, а её офисы переехали в новые более просторные помещения, когда в марте того же года неожиданно умирает основатель авиакомпании — Кеннет Фридкин. Новым руководителем стал Флойд Эндрюс, который поставил своей целью перестроить компанию и сделать её более яркой; также для создания внутри коллектива более дружественной атмосферы Эндрюс требовал, чтобы к нему обращались исключительно по прозвищу «Энди». Довольно скоро началась распродажа акций PSA по цене 19 долларов за штуку; 292 000 продали общественности, а 21 000 — сотрудникам, благодаря чему прежде всего удалось полностью выплатить стоимость первых пяти «Локхид Электра». Также внедрили новую систему бронирования авиабилетов TelPak с применением компьютеров NCR, что позволило соединить офисы в Бербанке, Сан-Диего и Сан-Франциско. В 1962 году в качестве рекламы на самолётах PSA стал впервые летать Санта-Клаус.
Несмотря на успешную эксплуатацию турбовинтовых L-188, они всё же были медленнее реактивных самолётов, поэтому в июле 1964 году PSA делает заказ стоимостью в 27,5 миллиона долларов на 5 региональных самолётов Boeing 727 одной модели (727-14) и запасных двигателей к ним. В рекламе указывалось, что новые авиалайнеры смогут совершать беспосадочные рейсы из Сан-Диего в Сан-Франциско продолжительностью всего 51 минута. К концу 1964 года число сотрудников PSA составило уже 500 человек. Первые «Боинги» поступили в авиакомпанию в апреле 1965 года и достаточно быстро были введены в эксплуатацию наравне с «Электрой», начав с 1966 года совершать полёты в Сан-Хосе; PSA стала одной из первых частных авиакомпаний, которые стали эксплуатировать 727-е.
Для обслуживания новых самолётов была изменена униформа стюардесс, которая ещё в 1962 году стала облегающего фасона и более ярких цветов, получив при этом прозвище «банановая кожа», а в 1965 году впервые в авиации появились мини-юбки. Собственно PSA активно использовала сексуальность стюардесс в качестве рекламы, что действительно привело к высокой известности девушек авиакомпании, которые даже летали во Вьетнам в период военных событий для поднятия духа американских солдат. Конкурс на стюардесс был высоким, но из-за высоких требований, средний период их работы в PSA составлял 9 месяцев.

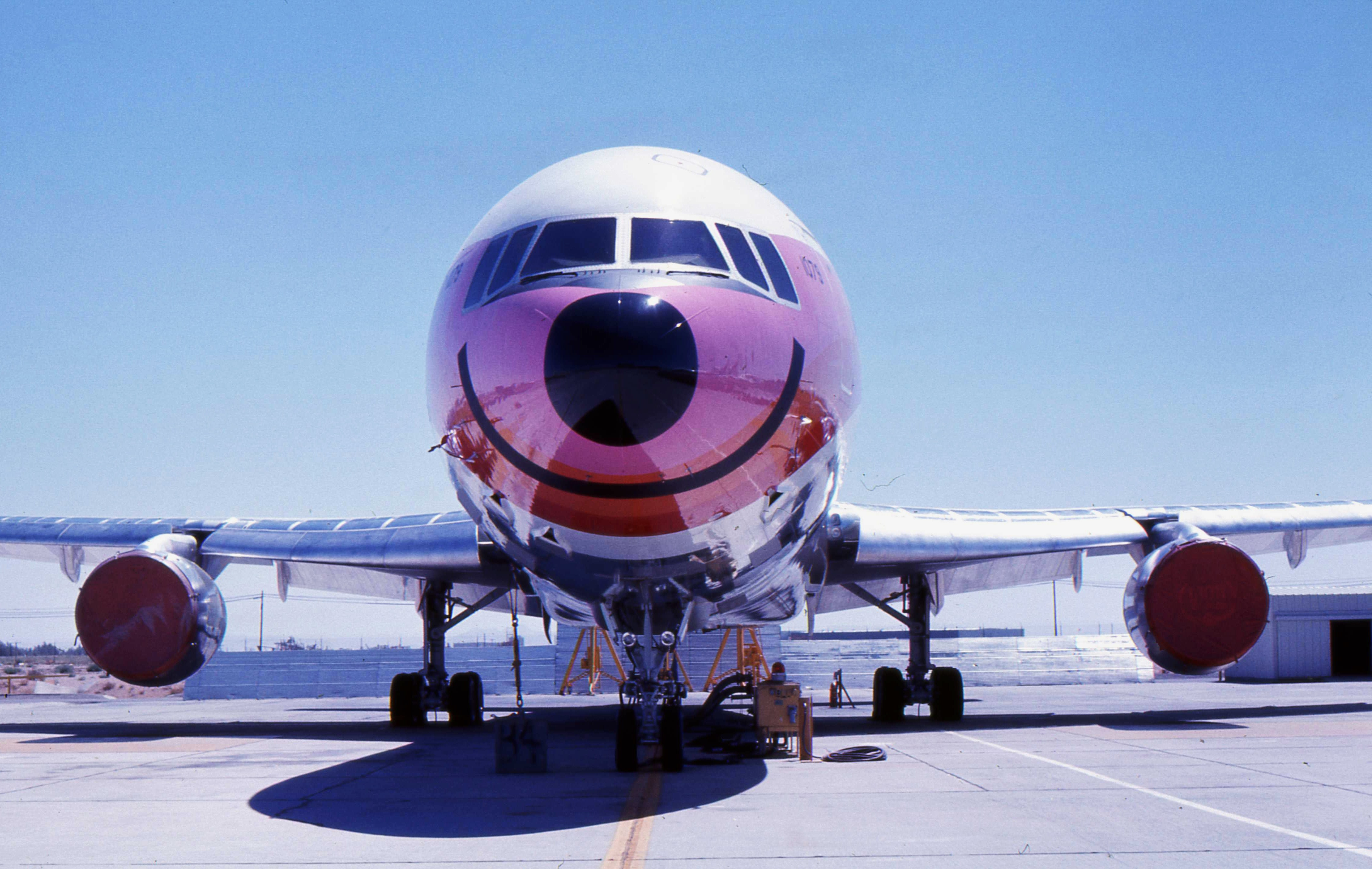
«Улыбка» на самолёте (L-1011) PSA

Успешная эксплуатация «Боингов» привела к тому, что в 1966 году был сделан заказ на 53 миллиона долларов, в который были включены 4 727-214 с удлинённым фюзеляжем и увеличенной пассажировместимостью. Новые авиалайнеры поступили в декабре 1967 года; в том же году PSA стала совершать регулярные полёты в Сакраменто и эпизодические в Лас-Вегас. В 1968 году Pacific Southwest Airlines стала первой среди американских авиакомпаний, в которой пассажиров обслуживали стюарды-мужчины; число сотрудников при этом возросло уже до 1400 человек. Помимо этого, во второй половине 1960-х годов в носовой части самолётов PSA впервые появилась «улыбка», которая полностью соответствовала девизу «самой дружелюбной авиакомпании в мире». В 1968 году компьютеры NCR были заменены на IBM System/360, который впервые стал применяться в американских авиакомпаниях, а на аэродроме Линдберг был открыт новый терминал. Боингу был сделан заказ на 9 машин 727-214 и 6 машин 737-214 на сумму 69 миллионов долларов; заказаны были и первые DC-9. В 1969 году все Lockheed Electra были проданы — теперь воздушный флот PSA состоял только из реактивных воздушных судов. С этого же года началось постепенное исключение 727-14.

### Нефтяной кризис сбивает рост

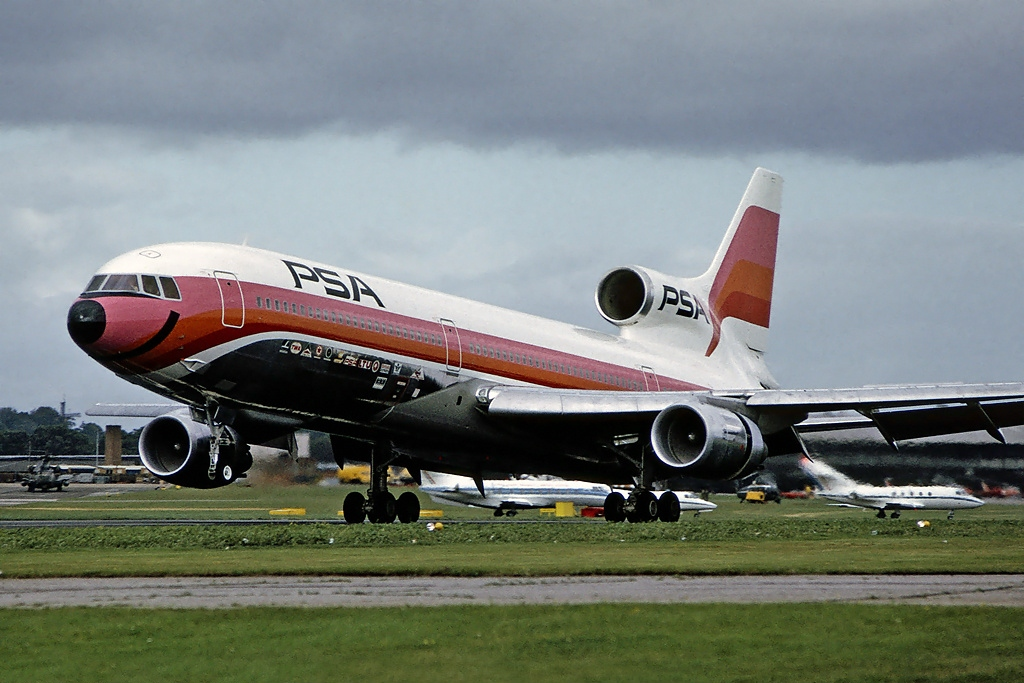
Lockheed L-1011-385-1 TriStar авиакомпании PSA (1974 год)

В 1970 году PSA испытывала уверенный рост на протяжении уже 10 лет, в том числе 15 лет роста прибыли. Стремясь увеличить доход, компания начинает приобретать отели в Лонг-Бич, Лос-Анджелесе, Сан-Диего и Сан-Франциско; также она приобретает компанию по прокату автомобилей ValCar, чтобы авиапассажиры могли добраться до отелей. Кроме того, к началу 1970-х годов высокий рост пассажиропотока приводит к тому, что аэропорты стали перегружены, а потому повышать число самолётов и рейсов становится затруднительно. Поэтому был сделан заказ на два широкофюзеляжных самолёта Lockheed L-1011 TriStar, при этом для выплаты первоначального взноса был даже обменян один 727-214. Однако в 1971 году неожиданно о банкротстве объявила Rolls-Royce plc, которая занималась разработкой двигателей для данного самолёта. PSA первоначально отменила заказ и стала рассматривать варианты с приобретением Airbus A300 или McDonnell Douglas DC-10, однако в итоге в декабре 1972 года вновь заказала L-1011.
В этот же период совет директоров сместил Эндрюса с поста президента авиакомпании, поставив на его место Билла Шимпа (англ. Bill Shimp) — одного из друзей Фридкина и первых пилотов PSA; Эндрюс теперь отвечал за лоббирование маршрутов за пределами Калифорнии.
В 1972 году PSA начинает выполнять полёты в Стоктон и Фресно, однако Санта-Ана оказалась для авиакомпании закрыта, так как маршруты в неё были закреплены за Air California. У Air California в Санта-Ане находился основной хаб, но в начале 1970-х годов эта авиакомпания испытывала серьёзные финансовые трудности; PSA всерьёз рассматривала вариант с её приобретением, однако эта сделка не состоялась. Затем в октябре 1973 года произошло событие, которое значительно повлияло на авиаперевозки во всём мире — нефтяной кризис, в результате которого цены на нефть увеличились в несколько раз; из-за этого цена на авиатопливо в США за 1 баррель подскочила с 9—11 долларов до 33 долларов. По этой причине в PSA доходы от перевозок упали на 20 %, поэтому было значительно уменьшено число авиарейсов и сокращён штат работников, при этом пилоты порой оказывались вынуждены загружать багаж, что привело к различным забастовкам, которые закончились только 24 декабря. В 1975 году авиакомпания оказалась вынуждена продать отели и некоторые дочерние компании, включая ValCar. Для унификации воздушного флота с целью снижения расходов на его содержание были исключены Boeing 737 и DC-9, а вместо них приобрели несколько поддержанных Boeing 727-51 из Northwest.
В июле-августе 1974 года оба заказанных «Трайстара» (борты N10112 и N10114) поступили во флот авиакомпании и в августе начали совершать регулярные рейсы, но уже в апреле 1975 года их отстранили от эксплуатации, так как в условиях высоких цен на авиационный керосин широкофюзеляжные самолёты на ближнемагистральных рейсах оказались экономически неэффективны. Вообще PSA была единственной авиакомпанией, которая эксплуатировала широкофюзеляжные самолёты исключительно на внутренних маршрутах; оба «Трайстара» были сданы в лизинг перуанской авиакомпании Aeroperú. В 1977 году был отменён заказ на ещё три L-1011, что привело к судебным искам между компаниями Lockheed и Pacific Southwest.

### Переход к свободному рынку

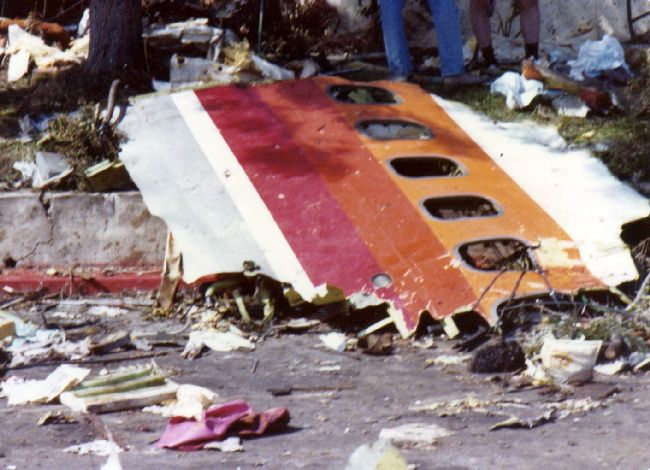
Последствия авиакатастрофы в Сан-Диего (1978 год)

В середине 1970-х годов Pacific Southwest Airlines стала применять новую ливрею своих самолётов: на смену Shocking pink (с англ. — «Шокирующий розовый») пришёл стиль Fruit stripe (с англ. — «Фруктовая полоса»). В 1976 году решением совета директоров президентом авиакомпании стал Пол Баркли (англ. Paul Barkley), тогда как Билл Шимп занял пост уволенного Флойда Эндрюса. Как уже сказано выше, в том же году PSA стала выполнять полёты в Лейк-Тахо, в связи с чем была вынуждена вернуть в свой флот турбовинтовые Lockheed Electra. В 1977 году в Сан-Франциско авиакомпания получила в распоряжение освободившийся ангар, который ранее принадлежал American Airlines. 25 сентября 1978 года происходит крупнейшая катастрофа в истории авиакомпании, когда Boeing 727-214 (борт N533PS) выполняя рейс 182 и заходя на посадку в Сан-Диего столкнулся в воздухе с учебным самолётом Cessna 172 и упал на город; в общей сложности жертвами этой трагедии стали 144 человека — крупнейшая авиакатастрофа в истории Калифорнии.

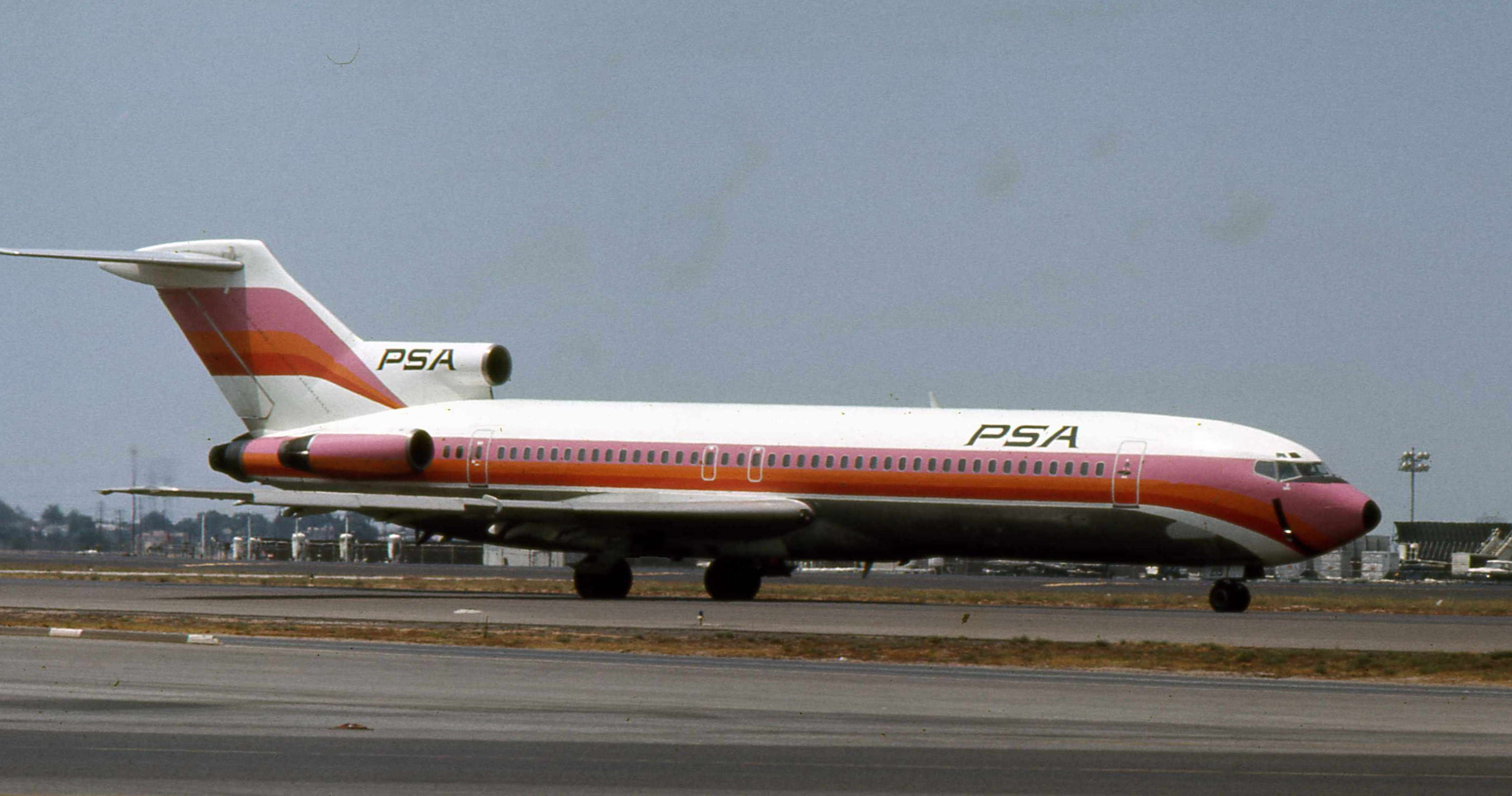
Boeing 727-214 авиакомпании PSA в новой ливрее

24 октября того же, 1978 года президент Джимми Картер подписал «закон о дерегулировании авиакомпаний», согласно которому отныне американская авиация переходила к свободному рынку, то есть каждая компания могла выбирать маршруты полётов по своему усмотрению. Тогда с 15 декабря PSA стала выполнять полёты в Лас-Вегас (штат Невада), а с марта и ноября 1979 года — в Финикс (штат Аризона) и Солт-Лейк-Сити (штат Юта) соответственно. В то же время, с 1978 года авиакомпания прекратила полёты в Окленд и Рино, а с 1979 года из флота повторно исключили «Электру», тем самым прекратив полёты в Монтерей (были начаты в 1978 году) и Лейк-Тахо. Всего к концу года PSA перевезла 8,6 миллионов авиапассажиров, получив 23 миллиона долларов прибыли, что являлось рекордом. Однако уже в этом же году Федеральное управление гражданской авиации США сообщило, что среди 11 крупнейших авиакомпаний страны, Pacific Southwest, которая находилась на 11 месте, имеет худший показатель безопасности по сравнению с другими десятью, имея 46 нарушений.
С 1978 года PSA стала применять автоматизированную систему бронирования авиабилетов. С этого же года американский бизнесмен Гарольд Симмонс, владелец компании Valhi, Inc., стал предпринимать неоднократные попытки захвата данной авиакомпании, которые однако оказались безуспешными (как и попытки захвата Lockheed Corporation). Также с 1978 года периодически поступали предложения о слиянии от авиакомпании Allegheny Airlines, на которые Pacific Southwest отвечала отказом. В феврале 1979 года руководство PSA было вынуждено закрыть дочернюю компанию по лизингу реактивных авиалайнеров и четыре самолёта 727-200.

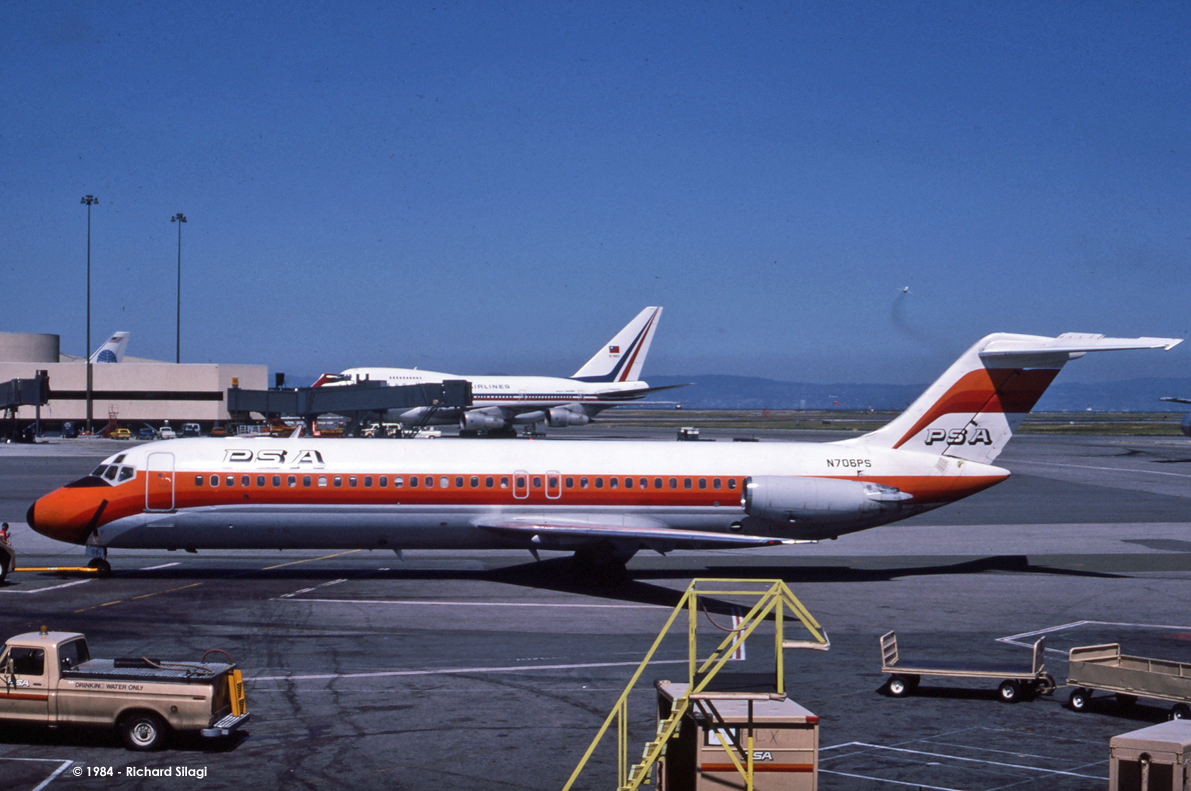
DC-9-30 авиакомпании PSA (1984 год)

27 апреля 1980 года PSA вышла на международные маршруты, начав выполнять полёты в мексиканские Масатлан и Пуэрто-Вальярту. В том же году поступили первые McDonnell Douglas DC-9 Super 80 (MD-80), заказанные в 1978 году; PSA стала первой американской авиакомпанией, получившей данные авиалайнеры, причём тренажёр на них был получен со значительной задержкой, из-за чего обучение пилотов поначалу проводили в воздухе. Изначально новые «Дугласы» эксплуатировались на маршрутах средней протяжённости, но позже были переведены на дальние; по мере поступления новых авиалайнеров, Boeing 727 постепенно продавались, преимущественно в Piedmont. Также в 1980 году возникли проблемы при обсуждении с профсоюзом пилотов новых трудовых отношений, в том числе авиакомпания хотела, чтобы на авиалайнерах «Super 80» лётный экипаж состоял из двух пилотов, что позволяла современная авионика, благодаря чему снижались расходы по заработной плате, тогда как профсоюз настаивал, чтобы в кабине находились три человека, что позволяло несколько снизить нагрузку на каждого. Повлияло на переговоры и то обстоятельство, что по результатам расследования катастрофы рейса 182 виновником была признана PSA. Из-за этих факторов данные переговоры зашли в тупик, а 25 сентября 1980 года — во 2-ю годовщину трагедии в Сан-Диего, была объявлена забастовка пилотов, причём прошла она в тот период, когда туристический пассажиропоток небольшой. В итоге все рейсы были отменены, а 3000 сотрудников — уволены. Забастовка продлилась 52 дня, пока руководство не объявило о наборе новых пилотов. В итоге были закрыты направления в Лонг-Бич, Масатлан, Рино, Стоктон и Фресно; всего за 1980 год было перевезено 6,6 миллионов авиапассажиров, а прибыль составила 12,6 миллиона долларов — вдвое ниже, по сравнению с 1979 годом. Следом 3 августа 1981 года начал забастовку уже Профсоюз авиадиспетчеров (добивался улучшения условий труда, 32-часовой рабочей недели (4 дня по 8 часов) и повышения зарплаты), что также привело к сокращению числа рейсов.
Стоит понимать, что в условиях свободного рынка сеть маршрутов расширяла не только PSA, а Калифорния в свою очередь являлась «лакомым кусочком» и для других авиакомпаний. Так United Airlines запустила Friendship Express (с англ. — «Дружеский экспресс»), который оказался относительно успешным и составил конкуренцию различным стартапам. В 1981 году Pacific Southwest наконец начала выполнять полёты в Санта-Ану, где располагался основной хаб авиакомпании Air California (AirCal), но это было слабым утешением, так как сама AirCal выполняла полёты в Лос-Анджелес уже с 15 июля 1980 года. В декабре того же года PSA стала выполнять рейсы из Бербанка в Тусон (штат Аризона) и из Лос-Анджелеса в Сиэтл (штат Вашингтон), но всего за год удалось перевезти 6 миллионов человек, а прибыль составила лишь 3,3 миллиона долларов. В 1982 году появилась Pacific Express — дочерняя компания Pan American World Airways, которая базировалась в Чико и изначально создавалась, как конкурент PSA. Однако данному авиаперевозчику не удалось завоевать популярность и уже 2 февраля 1984 года он объявил о банкротстве.

### Ужесточение конкуренции
В 1982 году Pacific Southwest рассматривала возможность выхода на густонаселённый юго-восток США, но после банкротства Braniff International Airways в мае того же года появилась возможность открытия маршрутов в Даллас (штат Техас). PSA планировала нанять 300 пилотов из Braniff и приобрести 30 Boeing 727, однако при этом пилотам предлагался отказ от предыдущего стажа, что означало и зарплату ниже средней среди пилотов авиакомпании, поэтому пилоты Braniff отвергли данное предложение. Также в 1982 году компания Aeroperú закрыла договор о лизинге широкофюзеляжных L-1011; в сочетании с попыткой реализации плана по Braniff в условиях конкуренции с другими авиаперевозчиками это привело к тому, что в 1982 году PSA потеряла 17 миллионов долларов. Однако от идеи получения хаба в аэропорту Даллас/Форт-Уэрт она не отступала и развивала идею создать совместно с Braniff дочернюю авиакомпанию, для чего приняла в штат 1500 сотрудников и временно наняла 26 727 человек. Однако, после различных судебных слушаний о банкротстве, в 1983 году Федеральное управление гражданской авиации «обломало» данные планы, заявив, что PSA не являлась корпоративным преемником Braniff, а потому не имела право занимать помещения последней. В результате про планы расширения на восток пришлось забыть, поэтому был обращён взгляд на север, а в июне 1983 года начались полёты в Альбукерке (штат Нью-Мексико), Портленд (штат Орегон) и Спокан (штат Вашингтон). Для обслуживания данных маршрутов у Air Canada были приобретены четыре DC-9-30, а для привлечения клиентов в условиях жёсткой конкуренции было введено предварительное бронирование мест и программы для часто летающих авиапассажиров. Со временем на длинных маршрутах включили питание пассажиров, а для повышения имиджа PSA стала официальным авиаперевозчиком Диснейленда

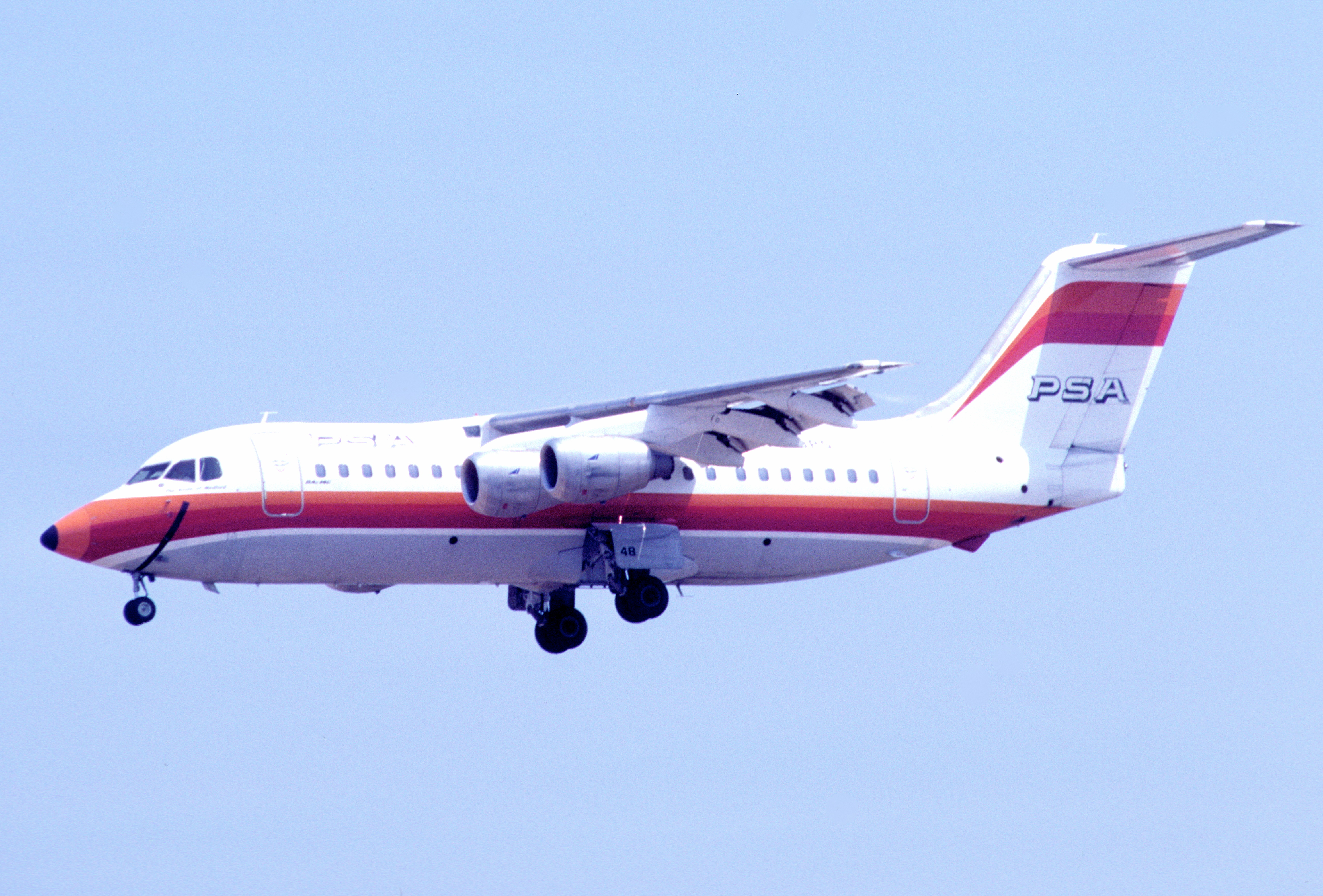
BAe 146-200A авиакомпании PSA

Для повышения прибыли руководство авиакомпании искало новые самолёты, которые при сохранении частоты рейсов позволили бы увеличить коэффициенты загрузки, когда помог случай. Дело в том, что упомянутая выше Pacific Express заказала у британского авиапроизводителя British Aerospace партию ещё только создаваемых реактивных региональных BAe 146-200, но в 1984 году оказалась банкротом (по другим данным, это была Golden Gate Airlines, закрытая в 1981 году). В результате сложилась ситуация, когда началось производство партии самолётов, которую однако было некому продать. Зато если бы кто решил перекупить этот заказ, то поставок пришлось бы ждать не несколько лет, а гораздо быстрее, что в текущих условиях в американской гражданской авиации имело решающее значение. И PSA не упустила такую возможность, приобретя 20 BAe 146 за 300 миллионов долларов, в результате чего первые самолёты поступили к ней уже в июне 1984 года. Новые авиалайнеры быстро завоевали популярность, несмотря на отдельные недостатки, в том числе просачивание паров масла внутрь по системе вентиляции. Также BAe 146 при небольшой длине имел высокую пассажировместимость салона — 100 мест, благодаря тому, что сидения в салоне располагались по 6 в ряд, но после жалоб пассажиров на тесноту, авиакомпания сократила число мест в ряду до 5, при этом пассажировместимость сократилась до 85 мест. Также были применены сидения специальной конструкции, которые могли опускаться, чтобы высокие пассажиры не цепляли головой потолок. Всего PSA приобрела 24 таких самолёта, что даже оказалось несколько избыточно.
Банкротство Pacific Express в 1984 году закрыло шанс для её материнской компании Pan Am выйти на калифорнийский авиамаршруты, но в 1985 году эту попытку предприняла уже другая крупная авиакомпания Continental Airlines; для пассажиров эти войны авиаперевозчиков были скорее выгодны, так как из-за конкуренции цены на авиабилеты стали невысоки. Особенно важным был маршрут Лос-Анджелес — Сан-Франциско, известный также как «Калифорнийский коридор» (англ. California Corridor). Следующий 1986 год фактически стал для американской авиации годом слияний: Northwest Airlines приобрела Republic Airlines (слияние завершилось в октябре), Delta Air Lines — Western Airlines (слияние завершилось в 1987 году), а American Airlines — AirCal (слияние завершилось в 1987 году). Когда American приобрела AirCal (один из основных конкурентов Pacific Southwest), последняя теперь стала более сильной, так как за ней стояли более крупные капиталы и солидный менеджмент. Спустя час после новости об этой сделке в офисе PSA раздался звонок из USAir (бывшая Allegheny Airlines) с очередным предложением о слиянии. К 1986 году Pacific Southwest была вынуждена сократить число рейсов по «Калифорнийскому коридору» из-за конкуренции со стороны Northwest и Air Canada, а также прекратить полёты в Бойсе (штат Айдахо) и Юрику, поэтому на сей раз её руководство на предложение от USAir ответило согласием.
29 мая 1987 года Pacific Southwest Airlines стало подразделением USAir, которая постепенно начала перекраску воздушного флота первой, в том числе закрашивая знаменитые «улыбки». 8 апреля 1988 года был выполнен последний рейс компании PSA — рейс 1486 по маршруту Сан-Франциско — Лос-Анджелес. На следующий день 39-летняя авиакомпания официально прекратила существование.

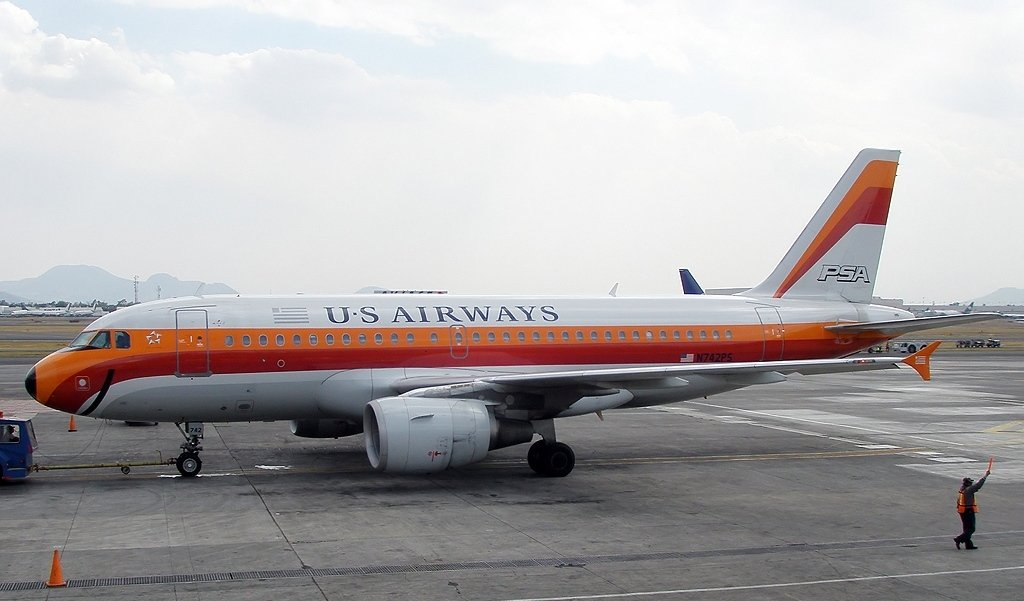
Airbus A319-112 авиакомпании US Airways в ливрее Pacific Southwest (2008 год)

19 мая 2005 года сама USAir была поглощена компанией America West Airlines; новообразованная авиакомпания получила имя US Airways. В память о некогда существовавшей PSA, в 2006 году US Airways перерегистрировала один из своих Airbus A319-112, присвоив ему бортовой номер N742PS и окрасив в ливрею Pacific Southwest (но с названием авиакомпании «US Airways»).

## Происшествия и инциденты
- 15 января 1969 года — Boeing 727-14 (регистрационный номер — N973PS) с 22 людьми на борту выполнял рейс Сан-Франциско — Онтэрио, когда вскоре после взлёта столкнулся с Cessna 182L. Реактивный самолёт получил небольшие повреждения и смог продолжить полёт; легкомоторный самолёт повредил правое крыло, но благополучно вернулся в Сан-Франциско[10].
- 7 января 1972 года — Boeing 727-200 с 151 человеком на борту выполнял рейс PSA902 по маршруту Сан-Франциско — Лос-Анджелес, когда был захвачен вооружёнными мужчиной и женщиной, которые летели с маленьким ребёнком и потребовали лететь на Кубу. После промежуточных остановок для дозаправки в Лос-Анджелесе и Тампе (штат Флорида) для дозаправки, лайнер приземлился в Гаване, где угонщики сошли с самолёта. В ходе данного угона никто не погиб[11].
- 9 апреля 1972 года — Boeing 727 с 92 людьми на борту выполнял рейс PSA942 по маршруту Окленд — Сан-Диего, когда был захвачен мужчиной, который, утверждая, что у него граната и пистолет, потребовал четыре парашюта и полмиллиона долларов. После посадки в Сан-Диего угонщика задержали агенты ФБР. В ходе данного угона никто не погиб[12].
- 5 июля 1972 года — Boeing 737-200 с 86 людьми на борту выполнял рейс PSA710 по маршруту Сакраменто — Сан-Франциско, когда был захвачен двумя пассажирами, которые потребовали выкуп в 800 тысяч долларов и следовать в СССР. После посадки в Сан-Франциско самолёт был взят штурмом, в ходе которого оба угонщика были застрелены, а также погиб один из пассажиров. Первый смертоносный случай в истории самолёта Boeing 737[13].
- 5 марта 1974 года — NAMC YS-11A-202 (регистрационный номер — N208PA) с экипажем из 4 человек выполнял тренировочный полёт в районе Сан-Диего, когда из-за ошибок в пилотировании произошёл помпаж и остановка обоих двигателей. Экипаж совершил вынужденную посадку в пустыне близ Боррего-Спрингса и успешно эвакуировался; самолёт сгорел[14].
- 25 сентября 1978 года — Boeing 727-214 (регистрационный номер — N533PS) со 135 людьми на борту выполнял рейс PSA182 по маршруту Лос-Анджелес — Сан-Диего, когда при заходе на посадку врезался в учебную Cessna 172. От удара легкомоторный самолёт взорвался, а у авиалайнера оказалось повреждено крыло с потерей управления, в результате чего последний упал на жилой квартал в Сан-Диего. Жертвами катастрофы стали 144 человека: 135 на борту «Боинга», 2 на борту «Сессны» и 7 на земле[15].
- 1 мая 1980 года — попытка захвата Boeing 727, выполнявшего рейс PSA818 по маршруту Стоктон — Лос-Анджелес. Угонщик требовал направится в Иран, но уже в Стоктоне был обезврежен, никто при этом не погиб[16].
- 27 февраля 1987 года — BAe-146-200A (регистрационный номер — N356PS) с 87 людьми на борту выполнял рейс Лос-Анджелес — Рино, когда на 40-й минуте полёта неожиданно разрушился диск турбины двигателя № 3 (правый внутренний). Отдельные обломки турбины пробили фюзеляж, вызвав разгерметизацию, но экипаж сумел выполнить вынужденную посадку во Фресно, при этом никто на борту не погиб, а самолёт был восстановлен. Как было установлено, обслуживающий персонал PSA ненадлежащим образом выполнял процедуры по смене масляных фильтров, в результате чего масло оказалось загрязнено металлической стружкой, в результате чего перегрелся и разрушился подшипник турбины[17].
- 7 декабря 1987 года — BAe-146-200A (регистрационный номер — N350PS) с 43 людьми на борту выполнял рейс PSA1771 по маршруту Лос-Анджелес — Сан-Франциско. На 14-й минуте полёта пассажир Дэвид Бёрк, недавно уволенный из USAir, из пронесённого на борт револьвера сперва убил своего бывшего начальника, после застрелил стюардессу и пилотов, после чего отклонил штурвалы «от себя», направив самолёт вниз. На сверхзвуковой скорости авиалайнер врезался в землю близ Пасо-Роблеса[англ.] и разрушился на мелкие обломки, а все, кто в тот момент на борту был жив, погибли[18].